# Fondata sul lavoro
Fondata sul lavoro è stato un programma televisivo italiano di genere enogastronomico, naturalistico e turistico, andato in onda in seconda serata su Rai 3 dal 21 luglio all'11 agosto 2024 con la conduzione di Rachele Renna e Paolo Mieli.

## Il programma
Il programma, curato da Claudia Stella Zucchetti, era prodotto da Rai Cultura e raccontava il lavoro delle imprese familiari italiane e nei rispettivi distretti produttivi nei quali sono nate e si sviluppano.

## Edizioni
| Edizione | Anno | Conduzione    | Conduzione  | Periodo        | Periodo        | Puntate | Regia       | Regia          |
| Edizione | Anno | Conduzione    | Conduzione  | Inizio         | Fine           | Puntate | Regia       | Regia          |
| -------- | ---- | ------------- | ----------- | -------------- | -------------- | ------- | ----------- | -------------- |
| 1ª       | 2024 | Rachele Renna | Paolo Mieli | 21 luglio 2024 | 11 agosto 2024 | 4       | Luca Romani | Agostino Pozzi |

## Puntate e ascolti

### Prima edizione (2024)
| Puntata | Località visitata | Messa in onda  | Ascolti        | Ascolti | Ascolti |
| Puntata | Località visitata | Messa in onda  | Telespettatori | Share   | Fonte   |
| ------- | ----------------- | -------------- | -------------- | ------- | ------- |
| 1       | Murano (Venezia)  | 21 luglio 2024 | 224 000        | 4,69%   | [ 4 ]   |
| 2       | Biella            | 28 luglio 2024 | 219 000        | 3,47%   | [ 5 ]   |
| 3       | Viareggio (Lucca) | 4 agosto 2024  | 186 000        | 3,24%   | [ 6 ]   |
| 4       | Gragnano (Napoli) | 11 agosto 2024 | 264 000        | 3,31%   | [ 7 ]   |
| Media   | Media             | Media          | 223 000        | 3,68%   |         |

## Audience
| Edizione | Rete televisiva | Anno | Stagione | Orario      | Durata | Programmazione | Programmazione | Programmazione | Programmazione | Programmazione | Programmazione | Programmazione | Collocazione   | Media auditel  | Media auditel | Premiere       | Premiere | Finale         | Finale |
| Edizione | Rete televisiva | Anno | Stagione | Orario      | Durata | L              | M              | M              | G              | V              | S              | D              | Collocazione   | Telespettatori | Share         | Telespettatori | Share    | Telespettatori | Share  |
| -------- | --------------- | ---- | -------- | ----------- | ------ | -------------- | -------------- | -------------- | -------------- | -------------- | -------------- | -------------- | -------------- | -------------- | ------------- | -------------- | -------- | -------------- | ------ |
| 1ª       | Rai 3           | 2024 | estate   | 23:45-00:30 | 45 min |                |                |                |                |                |                |                | Seconda serata | 223 000        | 3,68%         | 224 000        | 4,69%    | 264 000        | 3,31%  |